# I Am Me
I Am Me – drugi studyjny album wokalistki Ashlee Simpson. Wydany w 18 października 2005 roku, realizowany i stylizowany na lata 80. Pochodzą z niej takie piosenki jak Boyfriend i L.O.V.E. Album do lutego 2006 sprzedał się w nakładzie 1,2 mln sztuk na świecie. Wiosną 2006 roku wyruszyła w trasę koncertową, która skończyła się 28 lipca. Gośćmi specjalnymi gośćmi tej trasy były siostry The Veronicas.

## Lista piosenek
1. Boyfriend
2. In Another Life
3. Beautifully Broken
4. L.O.V.E.
5. Coming Back For More
6. Dancing Alone
7. Burning Up
8. Catch Me When I Fall
9. I Am Me
10. Eyes Wide Open
11. Say Goodbye

## Produkcja Albumu
6 miesięcy po ukazaniu się debiutanckiej płyty pt. Autobiography, Ashlee ogłosiła, iż zaczyna prace nad swoją drugą płytą. Dwa miesiące później w programie MTV trl zostały ogłoszone szczegóły dotyczące albumu. Okazało się, że jest nagrywany w style takim samym jak przy debiutanckiej płycie, czyli pop/rock. Zainteresowanie płytą było niewielkie po wpadce w programie Saturday Night Live rok wcześniej. Głównych producentów płyty ogłoszono na konferencji prasowej w Nowym Jorku, w czerwcu 2005.

## Single

### Boyfriend
Premiera single miała miejsce w programie MTV Total Request Live, 16 września 2005. W jego nagraniu pomógł Ashlee były chłopak Lindsay Lohan, Wilmer Valderrama. Piosenka dotarła na 20. miejsce listy Billboard Hot 100. Singiel zdobył nagrodę MTV Australia Video Music Awards w kwietniu 2006.

### L.O.V.E
Premiera miała miejsce tego samego dnia w tym samym programie. Autorem piosenki są Kara DioGuardi i John Shanks. 21 listopada 2005 wystąpiła w programie Late Show with David Letterman.:)

## Płyta
Album został wydany 18 października 2005 w USA. Zajęła 3. miejsce na liście Billboard Hot 100. 15 grudnia zdobyła platynę. 26 marca 2006 wydano ją w Wielkiej Brytanii.